# 白石知世
白石 知世（しらいし ちよ、1985年5月6日 - ）は、タレント・女優。広島県福山市出身。

## 人物

### 略歴
- 地元の福山市立福山高等学校在籍中、地元美容室のカットモデルや地元のタウン誌「タウン情報ふくやま」（2006年10月号をもって休刊）の読者モデルとして活躍。当時のタウン情報ふくやまの編集長の推薦を経て、某プロデューサーの下でタレントデビューへの準備を始める。
- 2004年に「3年B組金八先生」にて中木原智美役（第7シリーズ30人の生徒役の中でも実年齢が最年長[2]）で女優デビュー。19歳で14歳の中学2・3年生（物語開始時は中学2年生の設定）を演じたため話題となった。

- 読者モデル時代に『オレたちやってま〜す&minaダブルネーム最終オーディション』に挑戦し、優秀賞を受賞する（主な同オーディション受賞者：安めぐみ等）。

- その後、某プロデューサーの紹介で現在の所属事務所ヤザ・パパの矢崎社長によりスカウトされ、地元高校に通いながら東京でのタレント活動を始める。

- 2008年10月7日、柏レイソルの永井俊太と入籍[3]。
- 2009年8月31日に女児を出産。

### その他
- 2006年4月から「王様のブランチ」のリポーター。同年内はほぼ毎週出演していたが、2007年は2-3ヶ月に1回程度の出演にとどまり、同年12月限りで降板。事実上の戦力外通告を受けた格好となった。
- 愛称は特にないが、ネットでは「しらちょ」と呼ばれることがある。
- パンダが大好き。
- 3姉妹の末っ子。

## 出演

### テレビドラマ
- 3年B組金八先生（TBS）- 中木原智美 役
  - 第7シリーズ[2]（2004年10月15日 - 2005年3月25日）
  - スペシャル11「未来へつなげ 3B友情のタスキ〜たった一人の卒業式…3Bの絆は再び迫る薬物依存の魔の手から仲間を救い出せるのか!?」（2005年12月30日）
  - 3年B組金八先生ファイナル〜「最後の贈る言葉」（2011年3月27日）
- 2ndハウス（テレビ東京、2006年）岡部純 役[4]
- 三日遅れのハッピーニューイヤー!（TBS、2007年1月3日）大塚聖美 役[5]
- 勉強していたい!（NHK、2007年8月25日）看護士 役

### バラエティ
- 王様のブランチ（TBS、2006年4月 - 2007年12月、ブランチリポーター）

### CM
- 大塚製薬-「ソイジョイ」・「ポカリスエット」（ドラマ「三日遅れのハッピーニューイヤー」と連動）

### 舞台
- THE☆BUSAIKU（vintage organization 2005年7月13日 - 18日、サンモールスタジオ）